# Vuelo 603 de Dominicana de Aviación
El Accidente aéreo del Vuelo 603 Dominicana de Aviación ocurrió el 15 de febrero de 1970. El accidente sucedió dos minutos después del despegue, cuando la tripulación declaró una emergencia e informó a los controladores de tránsito aéreo de que el motor derecho se había apagado, y declaró una emergencia y solicitó regresar al aeropuerto inmediatamente. Sin embargo, mientras se preparaba para dar la vuelta hacia el aeropuerto, el motor izquierdo también se apagó. Habiendo perdido el control, la aeronave descendió rápidamente y se estrelló contra el Mar Caribe cerca de dos millas al sur del aeropuerto. La investigación concluyó que la causa del accidente fue la falla secuencial de ambos motores causada por la contaminación del combustible debido al ingreso de agua.
El avión había salido con rumbo al Aeropuerto Internacional de Isla Verde (ahora conocido como Aeropuerto Internacional Luis Muñoz Marín) en San Juan (Puerto Rico).
En su momento es el Peor accidente de República Dominicana hasta el Vuelo 301 de Birgenair con 189 víctimas

## Aeronave
El avión, un McDonnell Douglas DC-9-32 registrado HI-177 (con número de serie 47500 y serie 546), fue construido por McDonnell Douglas el año anterior. Tuvo su vuelo inaugural el 30 de septiembre de 1969. La aeronave fue registrada HI-177 y entregada a Dominicana el 16 de diciembre del mismo año. El avión estaba propulsado por dos motores turbofan Pratt & Whitney JT8D-7. Había estado en servicio con Dominicana por menos de un mes (con solo 354 horas de vuelo) hasta cuando se estrelló.

## Accidente
El avión de pasajeros estaba en un vuelo internacional desde el Aeropuerto Internacional Las Américas cerca de Santo Domingo, al Aeropuerto Internacional de Isla Verde de San Juan. Despegó alrededor de las 6:30 p. m. Dos minutos después de la salida, uno de sus motores perdió potencia. La tripulación declaró emergencia, informando a los controladores aéreos que el motor derecho se había quemado, y solicitaron regresar de inmediato al aeropuerto. Mientras la tripulación se preparaba para regresar al aeropuerto, el motor izquierdo también se apagó. Luego, la aeronave descendió hasta que golpeó el mar a unas dos millas al sur del aeropuerto. No hubo sobrevivientes entre los 97 pasajeros y cinco tripulantes a bordo.

## Pasajeros y tripulación
En la cabina iba el capitán Eduardo Tomen y el Primer Oficial José Pepe Núñez y de sobrecargos está: Daisy Peña, Sandra García y Carlos Antonio Pepen. En el área de pasajeros iban 97 pasajeros a bordo.

## Víctimas notables
Varios pasajeros famosos estaban entre los muertos, entre ellos:
- El ex campeón mundial de boxeo de peso ligero Carlos "Teo" Cruz, su esposa y sus dos hijos.
- El entrenador Juan Ramón Loubriel y once jugadoras de la selección femenina de voleibol de Puerto Rico, quienes regresaban a casa después de un partido amistoso contra la selección femenina de voleibol de República Dominicana.[2]

## Investigación
Inicialmente hubo preocupaciones de un ataque terrorista ya que la familia de Antonio Imbert Barrera estaba a bordo. Sin embargo, la investigación concluyó que la causa del choque fue la falla secuencial de ambos motores provocada por la contaminación del combustible por el ingreso de agua. Nunca se encontró ni la grabadora de voz de cabina (CVR) ni la grabadora de datos de vuelo (FDR).